# Sankt Gilgen
Sankt Gilgen (in austro-bavarese St. Gieng) è un comune austriaco di 3 850 abitanti nel distretto di Salzburg-Umgebung, nel Salisburghese.

## Geografia fisica
Sankt Gilgen è situato sulle rive del lago Wolfgangsee, compreso nella regione naturalistica del Salzkammergut, e alle pendici del monte Schafberg (1 783 m). Il territorio comunale è situato nel sud-ovest del Salisburghese e confina sia a nord sia a est con l'Alta Austria. Nella frazione Winkl si trova il piccolo lago del Krottensee, mentre la frazione di Ried è urbanisticamente contigua al comune di Sankt Wolfgang im Salzkammergut, sulla riva nord del Wolfgangsee.

## Storia
Il nome del paese rimanda a sant'Egidio abate.

## Monumenti e luoghi d'interesse
- Castello di Hüttenstein

## Geografia antropica

### Suddivisioni amministrative
Il territorio comunale è ripartito in sei comuni catastali (Gschwand, Oberburgau, Ried, Sankt Gilgen, Unterburgau e Winkl) e conta 8 località (tra parentesi la popolazione al 1º gennaio 2015): Laim (409), Oberburgau (117), Pöllach (657), Ried (380), Sankt Gilgen (1 088), Unterburgau (22) e Winkl (301).

## Infrastrutture e trasporti
Situato sulle strade statali 154 e 158, che collegano Salisburgo a Graz, è parte del tracciato Strada romantica austriaca. Fra i trasporti locali conta una funivia per il monte Zwölfenhorn e traghetti che lungo il Wolfgangsee la collegano con Sankt Wolfgang im Salzkammergut e Strobl.
In precedenza contava una stazione ferroviaria (oggi una gasthaus) su una linea a scartamento ridotto, la Salzkammergut-Lokalbahn, chiusa nel 1964 e che collegava Salisburgo con Bad Ischl. Il monte Schafberg, situato nel territorio comunale, è collegato con Sankt Wolfgang im Salzkammergut tramite una linea turistica a cremagliera con trazione a vapore, la Schafbergbahn.